# گروه کجیان
گروه شنژن کجیان با مسئولیت محدود (انگلیسی: Kejian Group) و (چینی ساده: 深圳科健集团有限公司) که به نام گروه کجیان معروف است یک شرکت مخابراتی چینی بود. در طول فصل لیگ برتر فوتبال انگلستان ۰۳–۲۰۰۲، این شرکت حامی باشگاه فوتبال اورتون بود.